# Mendy (Name)
Mendy ist ein westafrikanischer, u. a. gambischer Familienname.

## Namensträger
- Adolphe Mendy (* 1960), senegalesischer Fußballspieler
- Alexandre Mendy (Fußballspieler, 1983) (* 1983), französisch-senegalesischer Fußballspieler
- Alexandre Mendy (Fußballspieler, 1994) (* 1994), guinea-bissauisch-französischer Fußballspieler
- Antoine Mendy (* 2004), französisch-senegalesischer Fußballspieler
- Arial Mendy (* 1994), senegalesischer Fußballspieler
- Arnaud Mendy (* 1990), guinea-bissauischer Fußballspieler
- Batista Mendy (* 2000), französischer Fußballspieler
- Benjamin Mendy (* 1994), französischer Fußballspieler
- Bernard Mendy (* 1981), französischer Fußballspieler
- Cristian Mendy (* 1966), argentinischer Rugby-Union-Spieler
- Domingo Mendy (* 1870), uruguayischer Fechter
- Dominic Mendy (* 1959), gambischer Politiker und Bankier
- Dominique Mendy (* 1994), senegalesischer Fußballspieler
- Édouard Mendy (* 1992), senegalesisch-guinea-bissauischer Fußballtorwart
- Emmanuel Mendy (* 1990), guinea-bissauischer Fußballspieler
- Étienne Mendy (* 1969), französischer Fußballspieler
- Ferland Mendy (* 1995), französischer Fußballspieler
- Formose Mendy (Fußballspieler, 1989) (* 1989), guinea-bissauischer Fußballspieler
- Formose Mendy (Fußballspieler, 1993) (* 1993), französischer Fußballspieler
- Formose Mendy (Fußballspieler, 2001) (* 2001), senegalesischer Fußballspieler
- Frédéric Mendy (Fußballspieler, 1973) (* 1973), französischer Fußballspieler
- Frédéric Mendy (Fußballspieler, 1981) (* 1981), senegalesischer Fußballspieler
- Frédéric Mendy (Fußballspieler, 1988) (* 1988), französisch-guinea-bissauischer Fußballspieler
- Frédéric Mendy (Leichtathlet) (* 1995), senegalesischer Leichtathlet
- Gabriel Mendy (* 1967), gambischer Geistlicher, römisch-katholischer Bischof von Banjul
- Gaston Mendy (* 1985), senegalesischer Fußballspieler
- Jackson Mendy (* 1987), senegalesisch-französischer Fußballspieler
- Jean-Baptiste Mendy (1963–2020), französischer Boxer
- Jean-Paul Mendy (* 1973), französischer Boxer
- Jean-Philippe Mendy (* 1987), französischer Fußballspieler
- Joaquim Mendy, senegalesischer Fußballspieler
- Louis François Mendy (* 1999), senegalesischer Hürdenläufer
- Matthew Mendy (* 1983), gambischer Fußballspieler
- Nampalys Mendy (* 1992), französischer Fußballspieler
- Nestor Mendy (* 1995), senegalesischer Fußballspieler
- Pascal Mendy (* 1979), senegalesischer Fußballspieler
- Paul L. Mendy (1958–2013), gambischer Politiker
- Pedro Mendy (1872–1943), uruguayischer Fechter
- Prosper Mendy (* 1996), guinea-bissauischer Fußballspieler
- Rachael Mendy, gambische Juristin
- Robert Lopez Mendy (* 1987), senegalesischer Fußballspieler
- Roger Mendy (* 1960), senegalesischer Fußballspieler
- Sam Pierre Mendy (* 1994), gambischer Fußballspieler
- Théo Mendy (* 1989), senegalesischer Fußballspieler

## Weiteres
- Mendy – das Wusical, Theaterstück von Helge Schneider aus dem Jahr 2003